# ジョセフ・ナイ
ジョセフ・サミュエル・ナイ・ジュニア（Joseph Samuel Nye Jr.、1937年1月19日 - 2025年5月6日）は、アメリカ合衆国の国際政治学者。ハーバード大学特別功労教授。アメリカ民主党政権でしばしば政府高官を務め、ジャパン・ハンドラーとしても知られる。

## 経歴
ニュージャージー州サウスオレンジ生まれ。1958年、プリンストン大学を優等（Summa Cum Laude）で卒業し、ローズ奨学生としてオックスフォード大学エクセター・カレッジで学び、ハーバード大学大学院にて政治学博士の学位を取得。1964年からハーバード大学で教鞭をとり、1995年から2004年7月までハーバード大学の行政・政治学大学院であるケネディ・スクールの学長を務めた。
カーター政権で国務副次官（Deputy to the Under Secretary of State、1977年-1979年）、クリントン政権では国家情報会議議長（1993年-1994年）、国防次官補（国際安全保障担当、1994年-1995年）として政策決定に携わる。
1995年2月、国防次官補として通称「ナイ・イニシアティヴ」と呼ばれる「東アジア戦略報告(EASR)」を作成。東アジアに約10万の在外米軍を維持するなど、冷戦後のアメリカの極東安保構想を示した。この構想は1997年の日米防衛協力のための指針（いわゆる新ガイドライン）における日米同盟再定義とつながっていき、第一期においてはまとまった東アジア政策を持たず、日米経済関係を巡って緊張しがちだったクリントン政権が再び東アジアへの関与を強め、対日関係を重視していく重要な契機となった。2000年には対日外交の指針としてリチャード・アーミテージらと超党派で作成した政策提言報告「アーミテージ・リポート」（正式名称：INSS Special Report "The United States and Japan: Advancing Toward a Mature Partnership"）を作成、2007年2月には、政策シンクタンク戦略国際問題研究所（CSIS）においてアーミテージと連名で再度超党派による政策提言報告「第二次アーミテージ・レポート」（正式名称："The U.S.-Japan Alliance: Getting Asia Right through 2020"）を作成・発表し、日米同盟を英米同盟のような緊密な関係へと変化させ、東アジア地域の中で台頭する中国を穏健な形で秩序の中に取り込むインセンティブとすることなどを提言している。
息子のダン・ナイは2007年から2年間、ビジネス向けSNSで有名な米国企業リンクトインの最高経営責任者を務めた経歴を持つ。
2014年（平成26年）秋の叙勲で旭日重光章を受章。
2025年5月6日に死去。88歳没。

### 対日政策提言に関する発言・動向
2008年12月、東京都内で日本の民主党幹部と会談を行い、「オバマ次期政権下で（日本の）民主党が安全保障政策でインド洋での給油活動をやめ、日米地位協定などの見直しに動いたら反米と受け止める」と発言を行った。
オバマ政権の駐日大使の有力候補としてたびたび報じられたが、オバマ大統領や側近はカリフォルニア州の有力弁護士ジョン・ルースを起用し、ナイは選考から外れた。
2012年、アーミテージとの共同執筆で、日米同盟に関する報告書を発表した。読売新聞社説（2012年8月17日付）によれば、報告書では、アジアにおける諸問題に対処するためには日米関係の強化および対等化が必要との認識を示し、両国の防衛協力強化を提言した他、日本に対し集団的自衛権の行使や自衛隊海外派遣の推進、PKOへの参加拡大などを要望した。日本と韓国の関係については、日米韓が連携を強化していくために、日本が従軍慰安婦問題など、韓国との歴史認識問題を直視する必要性を主張した。また、日本のTPP参加が米国にとって戦略的に重要な目標との位置付けをおこなった他、野田内閣による大飯原子力発電所の再稼働決定を評価し、原子力発電所の安全性向上のため日米両国が協力していくことが必要との認識を示した。
2014年、沖縄の普天間飛行場の辺野古への移設は、長期的解決にならないと述べた。理由は、中国のミサイルの性能が向上したのに、日本の米軍基地の7割が沖縄に集中していることが、脆弱性となるからである。

## 学問的貢献
1970年代、ロバート・コヘインとともに、国際関係論における相互依存論を提唱。
1980年代のアメリカ覇権衰退論に対し、ハード・パワー（典型的には軍事力や埋蔵資源など）ではなくソフト・パワー（政治力、文化的影響力など）という概念を用いて議論を行い、『文明の衝突』論を提示したサミュエル・P・ハンティントンや『大国の興亡』のポール・ケネディに対して批判的立場をとった。ジョセフ・ナイはこのソフト・パワー論を通じてアメリカ政治学界の第一人者となる。現在は、同概念とハード・パワーを組み合わせを重視したスマート・パワーやインテリジェント・パワー（英: Intelligent Power）という概念を提唱している。

## 著書

### 単著
- Pan-Africanism and East African Integration, (Harvard University Press, 1966).
- Peace in Parts: Integration and Conflict in Regional Organization, (Little, Brown, 1971).
- Nuclear Ethics, (Free Press, 1986).

土山實男訳『核戦略と倫理』（同文舘出版, 1988年）
- Bound to Lead: the Changing Nature of American Power, (Basic Books, 1990).

久保伸太郎訳『不滅の大国アメリカ』（読売新聞社, 1990年）
- Understanding International Conflicts: An Introduction to Theory and History, (HarperCollins, 1993, 2nd ed. 1997, 3rd ed., 2000, 4th ed., 2003, 5th ed., 2005, 6th ed., 2007, 7th ed., 2009, 8th ed., 2011, 9th ed., 2013)

田中明彦・村田晃嗣訳『国際紛争――理論と歴史』（有斐閣, 2002年／原書4版, 2003年／原書5版, 2005年／原書6版, 2007年／原書7版, 2009年／原書8版, 2011年／原書9版, 2013年／原書10版, 2017年）
- The Paradox of American Power: Why the World's Only Superpower can't Go It Alone, (Oxford University Press, 2002).

山岡洋一訳『アメリカへの警告――21世紀国際政治のパワー・ゲーム』（日本経済新聞社, 2002年）
- Soft Power: The Means to Success in World Politics, (Perseus Books Group, 2004).

山岡洋一訳『ソフト・パワー――21世紀国際政治を制する見えざる力』（日本経済新聞社, 2004年）ISBN 978-4532164751
- Power in the Global Information Age: From Realism to Globalization, (Routledge, 2004).
- The Powers to Lead, (Oxford University Press, 2008).

北沢格訳『リーダー・パワー――21世紀型組織の主導者のために』（日本経済新聞出版社, 2008年）
- The future of power, PublicAffairs, 2011.

山岡洋一・藤島京子訳『スマート・パワー――21世紀を支配する新しい力』（日本経済新聞出版社、2011年）
- Is the American Century Over?, Polity Press, 2015.

村井浩紀訳『アメリカの世紀は終わらない』（日本経済新聞出版社、2015年）
- 『国家にモラルはあるか？』（駒村圭吾監修、山中朝晶訳、早川書房、2021年）

### 共著
- Conflict Management by International Organizations, with Ernst B. Haas and Robert L. Butterworth, (Learning Press, 1972).
- Power and Interdependence: World Politics in Transition, with Robert O. Keohane, (Little, Brown, 1977, 2nd ed., 1989, 3rd ed., 2001).

滝田賢治監訳『パワーと相互依存』（ミネルヴァ書房、2012年）
- 『日米同盟VS．中国・北朝鮮』、リチャード・アーミテージ・春原剛（日本経済新聞編集委員）との共著（文春新書、2010年12月）
- 『新アジア地政学』（イアン・ブレマー、クリストファー・ヒルほか共著、土曜社、2013年）
- 『バイデン政権と中国、そして日本の進路』佐藤隆三と共著（日本評論社、2021年）

### 編著
- International Regionalism: Readings, (Little, Brown, 1968).
- The Making of America's Soviet Policy, (Yale University Press, 1984).

### 共編著
- Transnational Relations and World Politics, co-edited with Robert O. Keohane, (Harvard University Press, 1971).
- Canada and the United States: Transnational and Transgovernmental Relations, co-edited with Annette Baker Fox and Alfred O. Hero, Jr., (Columbia University Press, 1976).
- Energy and Security, co-edited with David A. Deese, (Ballinger, 1981).
- Hawks, Doves, and Owls: An Agenda for Avoiding Nuclear War, co-edited with Graham T. Allison and Albert Carnesale, (Norton, 1985).
- Global Dilemmas, co-edited with Samuel P. Huntington, (Center for International Affairs, Harvard University, 1985).
- How should America Respond to Gorbachev's Challenge?: A Report of the Task Force on Soviet New Thinking, October 10, 1987, with Whitney MacMillan, (Institute for East-West Security Studies, 1987).
- Seeking Stability in Space: Anti-satellite Weapons and the Evolving Space Regime, co-edited with James A. Schear, (Aspen Strategy Group, 1987).
- On the Defensive: the Future of SDI, co-edited with James A. Schear, (Aspen Strategy Group, 1988).
- Fateful Visions: Avoiding Nuclear Catastrophe, co-edited with Graham T. Allison and Albert Carnesale, (Ballinger, 1988).
- After the Storm: Lessons from the Gulf War, co-edited with Roger K. Smith, (Aspen Strategy Group, 1992).
- After the Cold War: International Institutions and State Strategies in Europe, 1989-1991, co-edited with Robert O. Keohane and Stanley Hoffmann, (Harvard University Press, 1993).
- Harness the Rising Sun: An American Strategy for Managing Japan's Rise as a Global Power, co-edited with David M. Rowe, (University Press of America, 1993).
- Why People don't Trust Government, co-edited with Philip D. Zelikow and David C. King, (Harvard University Press, 1997).

嶋本恵美訳『なぜ政府は信頼されないのか――MPAテキスト』（英治出版, 2002年）
- Democracy.com?: Governance in a Networked World, co-edited with Elaine Ciulla Kamarck, (Hollis, 1999).
- Governance in a Globalizing World, co-edited with John D. Donahue, (Visions of Governance for the 21st Century, 2000).

嶋本恵美訳『グローバル化で世界はどう変わるか――ガバナンスへの挑戦と展望』（英治出版, 2004年）
- Governance amid Bigger, Better Markets, co-edited with John D. Donahue, (Visions of Governance in the 21st Century, 2001).
- Market-based Governance: Supply Side, Demand Side, Upside, and Downside, co-edited with John D. Donahue, (Visions of Governance in the 21st Century, 2002).
- Governance.com: Democracy in the Information Age, co-edited with Elaine Ciulla Kamarck, (Visions of Governance in the 21st Century, 2002).
- For the People: Can We Fix Public Service?, co-edited with John D. Donahue, (Visions of Governance in the 21st Century, 2003).

### 小説
- Dirty Hands, (1999).

伊藤延司訳『ダーティー・ハンズ』（都市出版, 1999年）
- The Power Game: A Washington Novel, (Public Affairs, 2004).

## 脚註
1. ↑  “Networking For Profit, Not Fun” (英語). Forbes.com.  フォーブス・ドット・コムLLC (2008年11月13日). 2009年4月15日閲覧。
2. ↑  “LinkedIn founder Hoffman replaces Nye as CEO: report” (英語). Reuters.  トムソン・ロイター (2008年12月18日). 2009年4月15日閲覧。
3. ↑  坂本一之 (2025年5月8日). “国際政治の大家、知日派のナイ米ハーバード大名誉教授が死去”. 産経新聞：産経ニュース. 2025年5月8日閲覧。
4. ↑  “各国外交団、民主党に接触攻勢”. MSN産経ニュース. (2008年12月22日).  オリジナルの2009年1月23日時点におけるアーカイブ。 2020年7月29日閲覧。
5. 1 2 3  “米有識者提言 幅広い協力重ねて同盟深化を（8月17日付・読売社説）”. YOMIURI ONLINE (読売新聞社). (2012年8月17日).  オリジナルの2012年8月19日時点におけるアーカイブ。 2020年7月29日閲覧。 {{cite news}}: |archiveurl=の値が不正です。 (説明)⚠